# Барселонский международный фестиваль эротического кино
Барселонский международный фестиваль эротического кино (исп. Festival Internacional de Cine Erótico de Barcelona, FICEB; англ. Barcelona International Erotic Film Festival) — ежегодный испанский кинофестиваль и церемония награждения премий в области порноиндустрии. Является старейшим фестивалем фильмов для взрослых в Европе.

## Описание

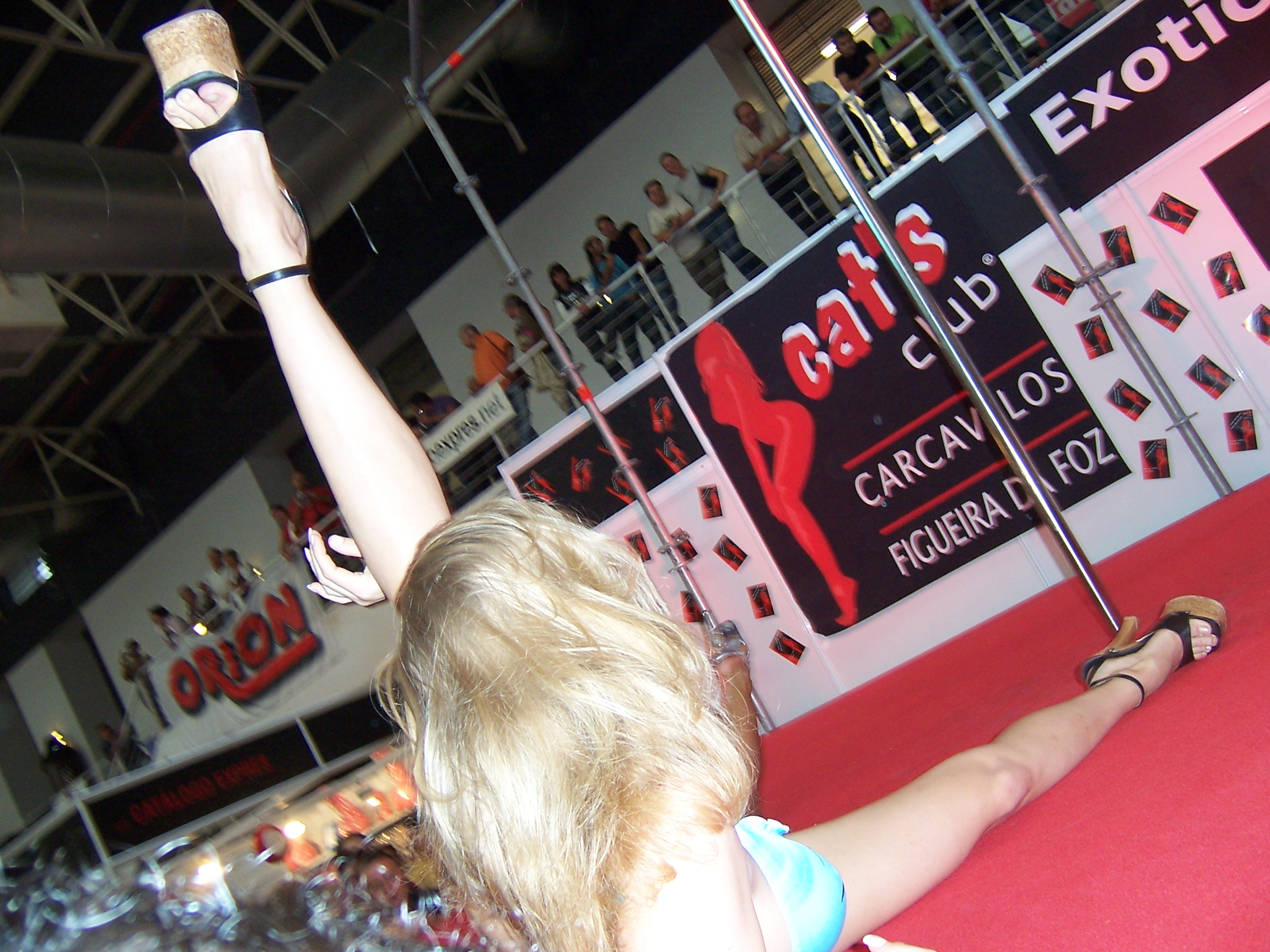
Стриптизёрша на FICEB, октябрь 2006 года

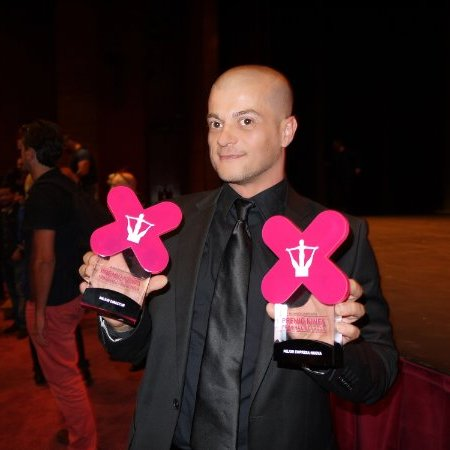
Роберто Чивас с двумя наградами Ninfa, FICEB 2013

Мероприятие датируется 1992 годом. С 1997 года проводится в конференц-центре La Farga в Оспиталет-де-Льобрегате, провинция Барселона. В 2005 году фестиваль был признан региональным правительством Каталонии, но в 2006 году муниципальное правительство Оспиталета проголосовало за то, чтобы не продлевать контракт фестивалю, потребовав искать новое место проведения на 2007—2008 год. FICEB переехал в Мадрид в 2008 году и проходил в зале Fabrik.
По сравнению с аналогичным кинофестивалем Hot d’Or в Каннах, Барселонский фестиваль был призван менее эксклюзивным и более всесторонним. Помимо кинопремий и выступлений звёзд, пять дней FICEB включают сотни стриптиз-шоу и живых секс-шоу, а также показ нижнего белья и ярмарку секс-товаров с игрушками для взрослых. Это мероприятие проводится, в частности, для продвижения секс-индустрии в Испании путём продвижения отечественного производства фильмов для взрослых и организации дискуссионных форумов. В 2005, 2006 и 2007 годах фестиваль посетили более 50 тысяч человек. FICEB служил стартовой площадкой для актрис, актёров и режиссёров, таких как Софи Эванс, Селия Бланко, Начо Видаль, Макс Кортес, Сара Бернат и Тони Рибас.
Эротический фестиваль в Мексике поддерживается той же группой, ответственной за Барселонский международный фестиваль эротического кино.
Организаторами фестиваля также проводится Барселонский салон эротики (исп. Salón Erótico de Barcelona, SEB).

### Награды фестиваля
FICEB вручает три награды для различных категорий порнографических фильмов: Ninfa (нимфа) вручающаяся в двадцати восьми категориях за гетеросексуальную порнографию; HeatGay за фильмы гей-тематики и Tacon де Aguja (высокий каблук или каблук-стилет) для БДСМ и фетиш-фильмов. 2002 год был первым годом проведения «Конкурса короткометражных X фильмов» на FICEB, где победитель этого конкурса был премирован суммой в размере 2 400 евро, а второе место — суммой в 1 200 евро.

## Ninfa Award
Ниже представлен частичный список лауреатов премии.

### Лауреаты 2000—2002
| Категория                                       | 2000                                                | 2001                                   | 2002                           |
| ----------------------------------------------- | --------------------------------------------------- | -------------------------------------- | ------------------------------ |
| Лучший фильм                                    | Stavros                                             | La Provocación                         | Fade to Black                  |
| Лучший 100% секс-фильм                          | Dirty Anal Kelly in Rome                            | Orgínas Vikingas                       | Ass Collector                  |
| Лучший испанский фильм                          | Bulls and Milk                                      | Gothix                                 | Fausto                         |
| Лучший испанский 100% секс-фильм                |                                                     |                                        | Caníbales sexuales             |
| Лучший режиссёр                                 | Ален Пайет — La fete a Gigi                         | Марио Сальери — Divina                 | Рокко Сиффреди — Ass Collector |
| Лучший испанский режиссёр                       | Нарсис Боск — Bulls and Milk                        | Хосе Мария Понсе — Gothix              | Нарсис Боск — Psycho Sex       |
| Лучший актёр                                    | Начо Видаль — Buttman’s Anal Divas                  | Начо Видаль — Face dance obsession     | Рокко Сиффреди — Ass Collector |
| Лучшая актриса                                  | Лаура Энджел — Alexia and CIA                       | Софи Эванс — Virtualia The Series      | Лаура Энджел — Angelmania      |
| Лучший испанский актёр                          | Макс Кортес — 6 Culos Vírgenes En Las Garras De Max | Макс Кортес — Perras Amaestradas       | Макс Кортес — Sex Maniaco      |
| Лучшая испанская актриса                        | Сара Бернат — Vivir Follando                        | Кармен — Sex Meat                      | Селия Бланко — Delirio y Carne |
| Лучший актёр второго плана                      | Холли Уан — Bulls and Milk                          | Стив Холмс — Eternal Love              | Дэнис Марти — Sex Maniaco      |
| Лучшая актриса второго плана                    | Джулия Тэйлор — Stavros                             | Моника Свитхарт — Face dance obsession | Рита Фалтояно — Fausto         |
| Лучшая старлетка                                | Карма — Euro Hard Ball 7                            | Джессика Мэй — Perras Amaestradas      | Katsumi — L’Affaire Katsumi    |
| (Выбор публики) Лучший актёр                    |                                                     | Тони Рибас                             | Начо Видаль                    |
| (Выбор публики) Лучшая актриса                  |                                                     | Тавалия Гриффин                        | Овидия                         |
| (Выбор публики) Лучший режиссёр                 |                                                     | Конрад Сон                             | Ален Пайет                     |
| (Выбор публики) Награда за прижизненную карьеру | Лука Дамиано                                        | Марк Дорсель                           | Роберто Малоне                 |

### Лауреаты 2003—2005
| Категория                                       | 2003                               | 2004                                                                | 2005                                                            |
| ----------------------------------------------- | ---------------------------------- | ------------------------------------------------------------------- | --------------------------------------------------------------- |
| Лучший фильм                                    | La Dolce Vita                      | Compulsión                                                          | Who fucked Rocco?                                               |
| Лучший 100% секс-фильм                          | Back 2 Evil                        | Rocco meats Suzie                                                   | Wet Dreams                                                      |
| Лучший испанский фильм                          | Hot Rats                           | Crazy Bullets                                                       | A Través de la Ventana                                          |
| Лучший испанский 100% секс-фильм                | Caníbales sexuales                 | Serial Fucker 5                                                     | Serial Fucker 6                                                 |
| Лучший режиссёр                                 | Томас Зупко — Jugando a médicos    | Аксель Браун — Compulsión                                           | Фред Коппула — Fuck Club                                        |
| Лучший испанский режиссёр                       | Нарсис Боск — Hot Rats             | Нарсис Боск — Crazy Bullets                                         |                                                                 |
| Лучший актёр                                    | Начо Видаль — Back 2 Evil          | Рон Джереми — The Magic Sex Genie                                   | Роберто Малоне — Sex mistere                                    |
| Лучшая актриса                                  | Белладонна — The Fashionistas      | Katsumi — PokerWom                                                  | Katsuni — Who fucked Rocco?                                     |
| Лучший испанский актёр                          | Макс Кортес — Teorema X            | Рамон Гевара — 616DF — El Diablo español vs las luchadoras del este | Макс Кортес — A Través de la Ventana                            |
| Лучшая испанская актриса                        | Бибиан Норай — The Fetish Garden   | Клаудия Клэр — Fantasías de una sexóloga                            | Клаудия Клэр — A Través de la Ventana                           |
| Лучший актёр второго плана                      | Франческо Мальком — La Dolce Vita  | Роберто Малоне — La cripta de los culos                             | Дон Фернандо — Salieri Airlines                                 |
| Лучшая актриса второго плана                    | Мишель Уайлд — Hot Rats            | Дора Вентер — La Memoria de los peces                               | Шарка Блу — Sex mistere                                         |
| Лучший испанский актёр второго плана            |                                    | Андреа Моранти — Sex Reality                                        |                                                                 |
| Лучшая испанская актриса второго плана          |                                    | Кармен — Crazy Bullets                                              | Дуния Монтенегро — Who fucked Rocco?                            |
| Лучшая старлетка                                | Кристина Белла — The Fetish Garden | Анастасия Майо                                                      | Эйнджел Дарк — Planet Silver: beautiful girls, beautiful breast |
| Лучшая испанская старлетка                      |                                    |                                                                     | Люсия Лапьедра — La santidad del mal                            |
| (Выбор публики) Лучший актёр                    | Роберто Малоне                     | Франческо Мальком                                                   | Том Байрон                                                      |
| (Выбор публики) Лучшая актриса                  | Софи Эванс                         | Сильвия Сэйнт                                                       | Сильвия Сэйнт                                                   |
| (Выбор публики) Лучший режиссёр                 | Макс Хардкор                       | Бибиан Норай                                                        | Пьер Вудман                                                     |
| (Выбор публики) Награда за прижизненную карьеру | Джон Стальяно                      | Пьер Вудман                                                         | Марк Дорсель                                                    |

### Лауреаты 2006—2008
| Категория                                       | 2006                                          | 2007                                        | 2008                              |
| ----------------------------------------------- | --------------------------------------------- | ------------------------------------------- | --------------------------------- |
| Лучший фильм                                    | Dark Angels 2                                 | Fashionistas Safado                         | Casino No Limit                   |
| Лучший 100% секс-фильм                          | Fuck Me                                       | Backstage                                   | Eskade the Submission             |
| Лучший испанский фильм                          | The Gift                                      | Mi Padre De Giancarlo Candiano              | The Resolution                    |
| Лучший испанский 100% секс-фильм                | Tú descarga delante y yo descargo detrás      | Ibiza Sex Party                             | Nick Follando Españolas           |
| Лучший режиссёр                                 | Джеймс Авалон — La mansión del placer         | Марио Сальери — La Viuda De La Camorra      | Эрве Бодилис — Casino No Limit    |
| Лучший испанский режиссёр                       | Пепе Катман — Mantis                          | Нарсис Боск — Hot Rats 2                    | Роберто Вальтуэнья — Mundo Perro  |
| Лучший актёр                                    | Начо Видаль — Back 2 Evil 2                   | Рокко Сиффреди — Fashionistas Safado        | Мик Блу — The Resolution          |
| Лучшая актриса                                  | Миа Даймонд — Sex Angels 2                    | Katsuni — French Connection                 | Нина Робертс — Casino No Limit    |
| Лучший испанский актёр                          | Рамон Номар — Mantis                          | Роберто Чивас — Mi Padre                    | Самуэль Солер — The Game          |
| Лучшая испанская актриса                        | Соня Бэйби — Mantis                           | Моника Вера — Talion                        | Сальма де Нора — The Resolution   |
| Лучший актёр второго плана                      | Рэнди Спирс — La mansión del placer           | Роберто Малоне — Mi Padre                   | Оливер Санчес — The Resolution    |
| Лучшая актриса второго плана                    | Джули Сильвер — Thrill Kill                   | Ребека Линарес — Iodine Girl                | Тарра Уайт — Wild Waves           |
| Лучший испанский актёр второго плана            | Карлос Дарио — Chupitos de semen              | Андреа Моранти — La Obsexión                | Пако Рока — Mundo Perro           |
| Лучшая испанская актриса второго плана          | Наталия Зета — The Gift                       | Дуния Монтенегро — Talion                   | Дуния Монтенегро — The Resolution |
| Лучшая старлетка                                | Милли Джей — Las perversiones de Silvia Saint | Дивинити Лав — Xcalibur: The Lords Of Sex 1 | Лаки — Ibiza Sex Party 5          |
| Лучшая испанская старлетка                      |                                               | Сандра Дж. — Mi Padre                       | Бианка Хеби — Sex 4 Rooms 3       |
| Королева FICEB                                  | Моника Вера                                   |                                             |                                   |
| (Выбор публики) Лучший актёр                    | Том Байрон                                    | Макс Кортес                                 | Начо Видаль                       |
| (Выбор публики) Лучшая актриса                  | Джина Линн                                    | Леди Мэй                                    | Анастасия Майо                    |
| (Выбор публики) Лучший режиссёр                 | Джанкарло Кандиано                            | Пьер Вудман                                 |                                   |
| (Выбор публики) Награда за прижизненную карьеру | Нина Хартли                                   | Софи Эванс                                  | Марио Сальери                     |

### Лауреаты 2013—2015
| Категория                                                            | 2013                                           | 2014                                 | 2015                                             |
| -------------------------------------------------------------------- | ---------------------------------------------- | ------------------------------------ | ------------------------------------------------ |
| Лучший актёр                                                         | Роб Дизель                                     | Давид Эль Морено                     | Потро де Бильбао                                 |
| Лучший новый актёр                                                   |                                                | Хуан Лучо                            | Альберто Бланко                                  |
| Лучшая актриса                                                       | Джиджи Лав                                     | Амарна Миллер                        | Каролина Абриль                                  |
| Лучшая новая актриса                                                 | Noemilk                                        | Дейтона Икс                          | Аполония                                         |
| Лучшая вебкам-модель года                                            | Каролина Абриль                                | Сильвия Руби                         | Карла Понс                                       |
| Лучший режиссёр                                                      | Роберто Чивас                                  | Рауль Лора                           |                                                  |
| Лучший сериал                                                        | La Mansión de Nacho Vidal (Actrices del Porno) | Anal Divas by Franceska Jaimes (ADP) | Bonnie Rotten (Actrices del Porno)               |
| Лучший любительский сериал года                                      | Arnaldo Series (Fakings)                       | Cástings Porno (ZasXXX)              |                                                  |
| Лучшая БДСМ-сцена                                                    |                                                | Light VS Hard (Red Devil X)          | New Generation Cap 6 (Actrices del Porno)        |
| Лучшая любительская сцена                                            |                                                |                                      | El Primer Anal de Apolonia (Pablo Ferrari/Mofos) |
| Лучшая компания — порноконтент                                       | Actrices del Porno                             | Actrices del Porno                   |                                                  |
| Лучшая новая компания — порноконтент                                 | Explicital                                     |                                      |                                                  |
| Лучший веб-сайт с материалами для взрослых                           | ActricesDelPorno.com                           | ActricesDelPorno.com                 | ActricesDelPorno.com                             |
| Лучший личный веб-сайт порноартиста                                  | ZazelParadise.com                              | NoraBarcelona.com                    | AmarnaMiller.com                                 |
| Лучший медиаконтент для взрослых                                     | Estrellas del Porno                            | Conrad Son Show                      |                                                  |
| Лучшая международная компания — контент для взрослых                 | Brazzers                                       | Brazzers                             |                                                  |
| Почётный приз организации                                            | Торбе                                          | Макс Кортес                          | Рамон Номар                                      |
| Специальная награда Барселонского эротического шоу Klic-Klic         | Катя Самбука                                   |                                      |                                                  |
| Специальная награда                                                  |                                                | Бонни Роттен                         | Софи Эванс                                       |
| Премия Primera Línea                                                 |                                                |                                      | Хуани де Люсия (Sala Bagdad)                     |
| (Выбор публики) Лучший актёр                                         | Рафа Гарсия                                    | Начо Видаль                          | Начо Видаль                                      |
| (Выбор публики) Лучшая актриса                                       | Аманда Икс                                     | Каролина Абриль                      | Памела Санчес                                    |
| (Выбор публики) Лучший веб-сайт с материалами для взрослых           |                                                | Putalocura.com                       | Cumlouder.com                                    |
| (Выбор публики) Лучший испанский веб-сайт с материалами для взрослых | MiFacePorno.com                                |                                      |                                                  |

### Лауреаты 2016—2018
| Категория                                                  | 2016                                                        | 2017                                                | 2018                                                                                       |
| ---------------------------------------------------------- | ----------------------------------------------------------- | --------------------------------------------------- | ------------------------------------------------------------------------------------------ |
| Лучший актёр                                               | Хуан Лучо                                                   | Эмилио Ардана                                       | Ник Морено — El Retorno de Susy Gala (Cumlouder)                                           |
| Лучший новый актёр                                         | Сальва Дасильва                                             | Хесус Рейес                                         | Херсон — El Diario de Apolonia Cap. 2 (ADPTube)                                            |
| Лучшая актриса                                             | Сильвия Руби                                                | Аполония Лапьедра                                   | Ирина Вега — Erótica (AltPorn4U)                                                           |
| Лучшая новая актриса                                       | Лилиан Рэд                                                  | Эстефани Тарраго                                    | Лара Дуро — Lara Duro: Su primera escena porno (Cumlouder)                                 |
| Лучший международный актёр                                 |                                                             | Начо Видаль                                         | Хорди Порн                                                                                 |
| Лучшая международная актриса                               |                                                             | Амира Адара                                         | Франсис Белль                                                                              |
| Лучшая MILF-актриса                                        | Бианка Реса                                                 | Монтсе Свингер                                      | Бианка Блу — Bianka Blue & Viktor Bloom Serie P.O.V.Novatas (Pornovatas)                   |
| Лучшая вебкам-модель года                                  | Нора Барселона и Ратпенат                                   | Хисела Лав                                          |                                                                                            |
| Лучший режиссёр                                            | Пабло Феррари                                               | Хулио Рокко                                         | Хави Рока — Silvia and Evelina Dellai Twin Lifeguards in Anal Rescue (Private Media Group) |
| Лучший фильм                                               |                                                             | Girls Have To Be Bad Sometimes (Lara Tinelli Films) | An American Nymphomaniac In London (Private Media Group)                                   |
| Лучшая сцена                                               | Una invitación que termina en folladón (Actrices del Porno) | Breakfast (AltPorn4U)                               | Popcorn (AltPorn4U)                                                                        |
| Лучшая любительская сцена                                  | Love in París (Silvia Rubí)                                 | Las Fallas: La Prueba del Fuego (Cumlouder)         | De Dogging (Fakings)                                                                       |
| Лучшая лесбийская сцена                                    | Tiffany Doll vuelve con Misha Cross (Cumlouder)             | Sleep Over (Screwbox)                               | Lesbian POV (AltPorn4U)                                                                    |
| Лучшая оральная сцена                                      |                                                             |                                                     | Пенелопа Кам — Orientado al Placer (Cumlouder)                                             |
| Лучший анальная сцена                                      |                                                             |                                                     | Валентина Бианко и Хуан Лучо (Juan Lucho)                                                  |
| Лучшая сцена триолизма/оргии                               |                                                             |                                                     | Алина Хенесси, Миша Кросс и Пабло Феррари — Popcorn (AltPorn4U)                            |
| Лучшая БДСМ-сцена                                          | Encadenada en la fábrica abandonada (Leche69)               | Xtremo (XxDamm)                                     | El placer del dolor (Cumlouder)                                                            |
| Лучший веб-сайт с материалами для взрослых                 | ActricesDelPorno.com                                        | AltPorn4You.com                                     |                                                                                            |
| Лучший личный веб-сайт порноартиста                        | AmarnaMiller.com                                            |                                                     | JuanLucho.com                                                                              |
| Почётная награда им. Фернандо Чьеричетти                   |                                                             | Сёстры Ортега (Кеша и Шейла Ортега)                 | Бибиан Норай                                                                               |
| Специальная награда SEB                                    |                                                             | Фонд Вики Бернадет                                  | Карлос Реса                                                                                |
| (Выбор публики) Лучший актёр                               | Хорди Эль Ниньо Полла                                       | Хорди Порн                                          | Хорди Порн                                                                                 |
| (Выбор публики) Лучшая актриса                             | Каролина Абриль                                             | Каролина Абриль                                     | Венус Афродита                                                                             |
| (Выбор публики) Лучший веб-сайт с материалами для взрослых | Zas.xxx                                                     | Fakings.com                                         |                                                                                            |